# Sztokholm (region)

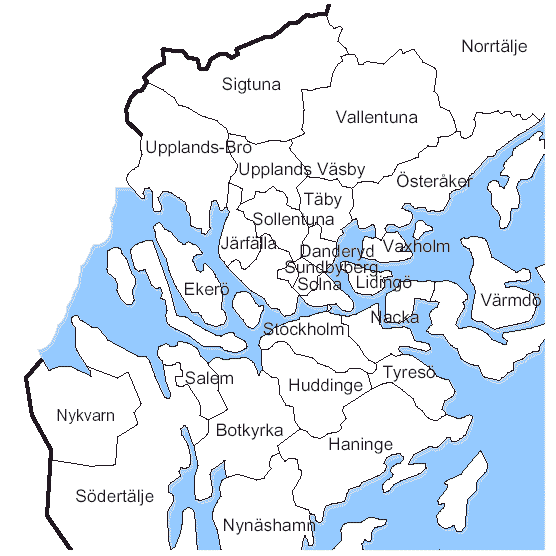
Gminy regionu Sztokholm

Sztokholm – jeden ze szwedzkich regionów terytorialnych (szw. län). Graniczy z regionami Uppsala i Södermanland oraz z Morzem Bałtyckim. Siedziba władz regionu – Sztokholm – jest jednocześnie stolicą Szwecji.
Region Sztokholm położony jest we wschodniej części Svealand i obejmuje północno-wschodnią część prowincji historycznej (landskap) Södermanland i południowo-wschodnią część Uppland.
Region podzielony jest na 26 gmin:
| - Botkyrka - Danderyd - Ekerö - Haninge - Huddinge - Järfälla - Lidingö - Nacka - Norrtälje - Nykvarn - Nynäshamn - Salem - Sigtuna | - Sollentuna - Solna - Sztokholm - Sundbyberg - Södertälje - Tyresö - Täby - Upplands-Bro - Upplands Väsby - Vallentuna - Vaxholm - Värmdö - Österåker |

Lista największych miejscowości (tätorter) regionu Sztokholm (2010):
| #  | Miejscowość    | Liczba ludności |
| -- | -------------- | --------------- |
| 1  | Sztokholm      | 1 372 565       |
| 2  | Södertälje     | 64 619          |
| 3  | Täby           | 61 272          |
| 4  | Tumba          | 37 852          |
| 5  | Upplands Väsby | 37 594          |
| 6  | Lidingö        | 31 561          |
| 7  | Vallentuna     | 29 519          |
| 8  | Åkersberga     | 28 033          |
| 9  | Märsta         | 24 068          |
| 10 | Boo            | 24 052          |